# Aurealis Awards
Aurealis Award for Excellence in Speculative Fiction – przyznawana co rok australijska nagroda literacka obejmująca fantastykę (science-fiction, fantasy oraz horror). Do nagrody kwalifikują się jedynie osoby pochodzące z Australii.

## Historia
Nagroda została ustanowiona w 1995 przez Chimaera Publications, wydawcę magazynu Aurealis. W przeciwieństwie do drugiej znanej nagrody obejmujących tę dziedzinę literatury w Australii o nazwie Ditmar Award, Aurelias Awards dzieli literaturę na kategorie związane z podgatunkami oraz wiekiem odbiorcy danego utworu.
Początkowo nagroda przyznawana była w kategoriach Science Fiction, Fantasy, Horror, i Young Adult. W sumie co roku przyznawano sześć nagród: w każdej kategorii wygrywało zarówno opowiadanie, jak i powieść. Piąta kategoria obejmująca literaturę dziecięcą dla osób w wieku 8-12 lat została dodana w 2001 i podobnie jak w przypadku poprzednich, nagrodę zawsze zdobywają dwa tytuły: tzw. short oraz long fiction. W 2008 podkategoria short fiction została przekształcona w Illustrated Work/Picture Book. W 2010 kategorie przekształciły się w kategorie książek opowiedzianych głównie za pomocą obrazów oraz słów. W 2013 w dziedzinie literatury dziecięcej zaczęto przyznawać tylko jedną nagrodę. Książki kierowane dla dzieci oraz młodzieży obejmują każdy z podgatunków fantastyki.
Zgłoszenia do nagrody sprawdzane są przez trzy grupy jurorów, którzy co roku nominują utwory, a także decydują o ich zwycięstwie. W każdej grupie znajduje się przewodniczący.
W 2004 doszło do zmian w strukturze rozdawania nagród. Zarządzaniem Aurelias Awards zajęli się Fantastic Queensland, grupa wolontariuszy na co dzień popularyzujących australijską fantastykę. Dodano wtedy nową kategorię, Golden Aurealis. Nagroda w niej przyznawana pomiędzy zwycięzców pozostałych kategorii. Funkcjonowała do 2007.

## Kategorie
- Best anthology: od 2008 do dzisiaj
- Best children’s fiction: od 2013 do dzisiaj
- Best collection: od 2008 do dzisiaj
- Best fantasy novel: od 1995 do dzisiaj
- Best fantasy novella: 2016
- Best fantasy short story: od 1995 do dzisiaj
- Best horror novel: od 1995 do dzisiaj
- Best horror novella: 2016
- Best horror short story: od 1995 do dzisiaj

- Best illustrated book/graphic novel: od 2008 do dzisiaj
- Best science fiction novel: od 1995 do dzisiaj
- Best science fiction novella: 2016
- Best science fiction short story: od 1995 do dzisiaj
- Best young adult novel: od 1995 do dzisiaj
- Best young adult short story: od 1995 do dzisiaj
- Convenors' Award for excellence: od 1998 do dzisiaj
- Sara Douglass Book Series Award: 2015